# José Ruzzo
José Ruzzo fue un actor de reparto cinematográfico argentino. 

## Carrera
Ruzzo fue un destacado actor de reparto que intervino en más de 30 filmes argentinos a lo largo de su extensa carrera secundando a actores de la talla de Mario Soficci, Hugo del Carril, Mecha Ortiz, Enrique Muiño, Jorge Salcedo, Julia Sandoval, Ricardo Galache, José María Gutiérrez, Elsa Daniel, Zully Moreno, Angel Magaña, Orestes Caviglia, Malisa Zini, Ricardo Galache, Margarita Corona, Florindo Ferrario, entre otros.
Fue muy aclamado por la crítica por su caracterización en el film Rescate de sangre de 1952. Ruzzo fue uno de los actores de reparto más requeridos, que trabajó en una gran cantidad de películas argentinas, comparables a la cantidad de películas en las que participaron Jorge Villoldo o Carlos Enríquez. Generalmente con roles de villanos.

## Filmografía
- 1936: Amalia
- 1937: Viento Norte
- 1937: El pobre Pérez
- 1938: El último encuentro
- 1938: El diablo con faldas
- 1939: Palabra de honor
- 1939: Así es la vida
- 1940: Medio millón por una mujer
- 1941: Fortín Alto
- 1941: En la luz de una estrella
- 1941: Una vez en la vida
- 1941: Yo quiero morir contigo
- 1941: El hermano José
- 1941: Persona honrada se necesita
- 1942: Así te quiero
- 1943: Son cartas de amor
- 1943: Oro en la mano
- 1943: Llegó la niña Ramona
- 1945: Pampa Bárbara
- 1946: Deshojando margaritas
- 1947: Nunca te diré adiós
- 1948: Los secretos del buzón
- 1948: La muerte camina en la lluvia
- 1948: La Secta del trébol
- 1948: Don Bildigerno en Pago Milagro
- 1948: Una atrevida aventurita
- 1949: Historia del 900
- 1950: Mundo extraño
- 1950: El último payador
- 1951: La indeseable
- 1952: Rescate de sangre
- 1954: El abuelo
- 1954: Desalmados en pena
- 1955: El curandero
- 1955: Mercado de abasto
- 1957: La sombra de Safo
- 1962: Operación G
- 1965: Canuto Cañete, detective privado
- 1967: Ya tiene comisario el pueblo[3]

## Teatro
En teatro trabajó en 1926 en la comedia musical De la tierra a la luna.